# Hans Verbeek (Architekt)

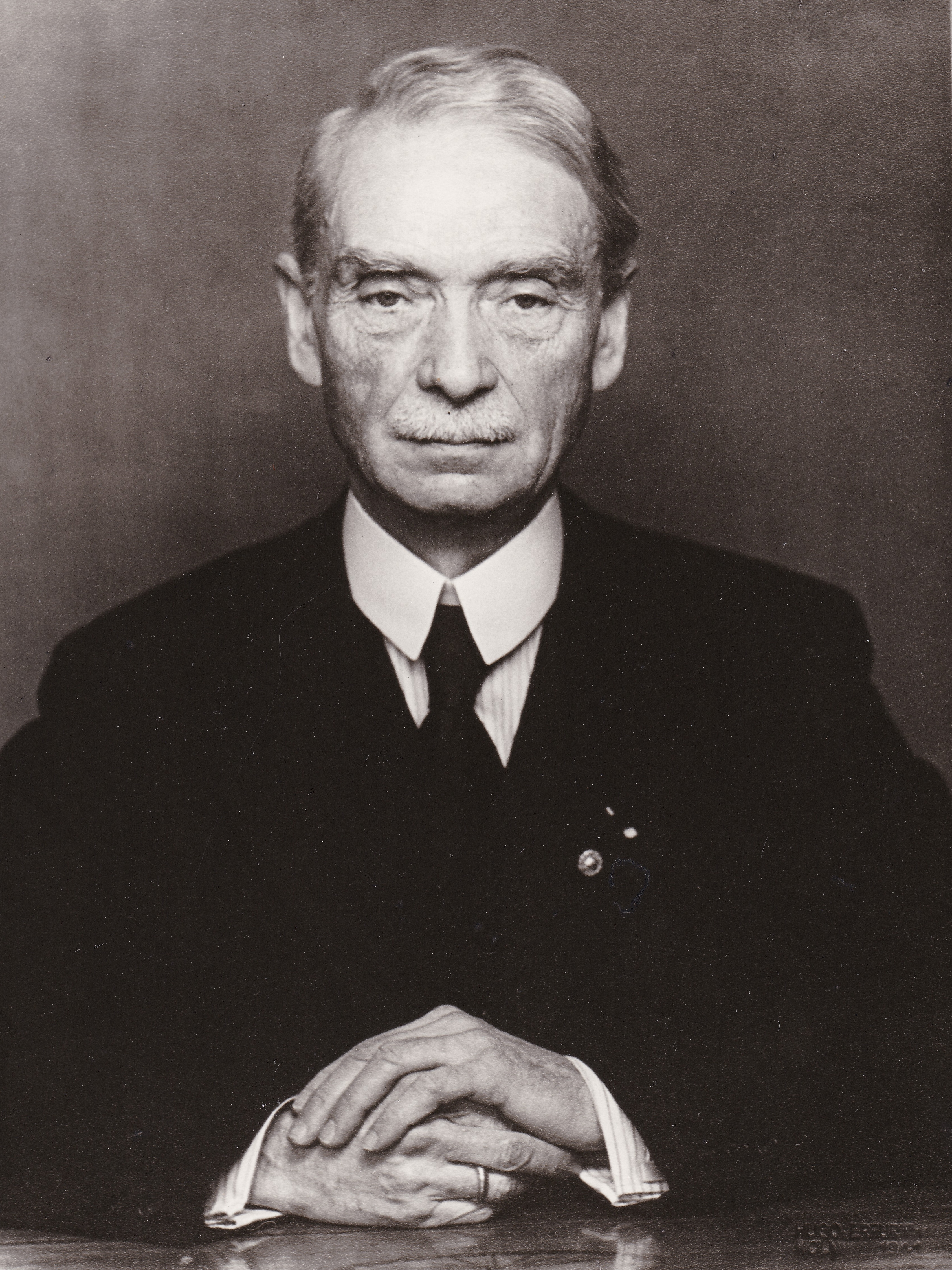
Hans Verbeek, 1941

Hans Verbeek (* 5. August 1873 in Köln; † 24. November 1954 in Köln-Marienburg; vollständiger Name: Johannes Peter Victor Hubert Verbeek) war ein deutscher Architekt, Stadtplaner und Baubeamter. Er war ab 1913 Leiter des Hochbauamtes und von 1925 bis 1933 Stadtkonservator in Köln.

## Leben

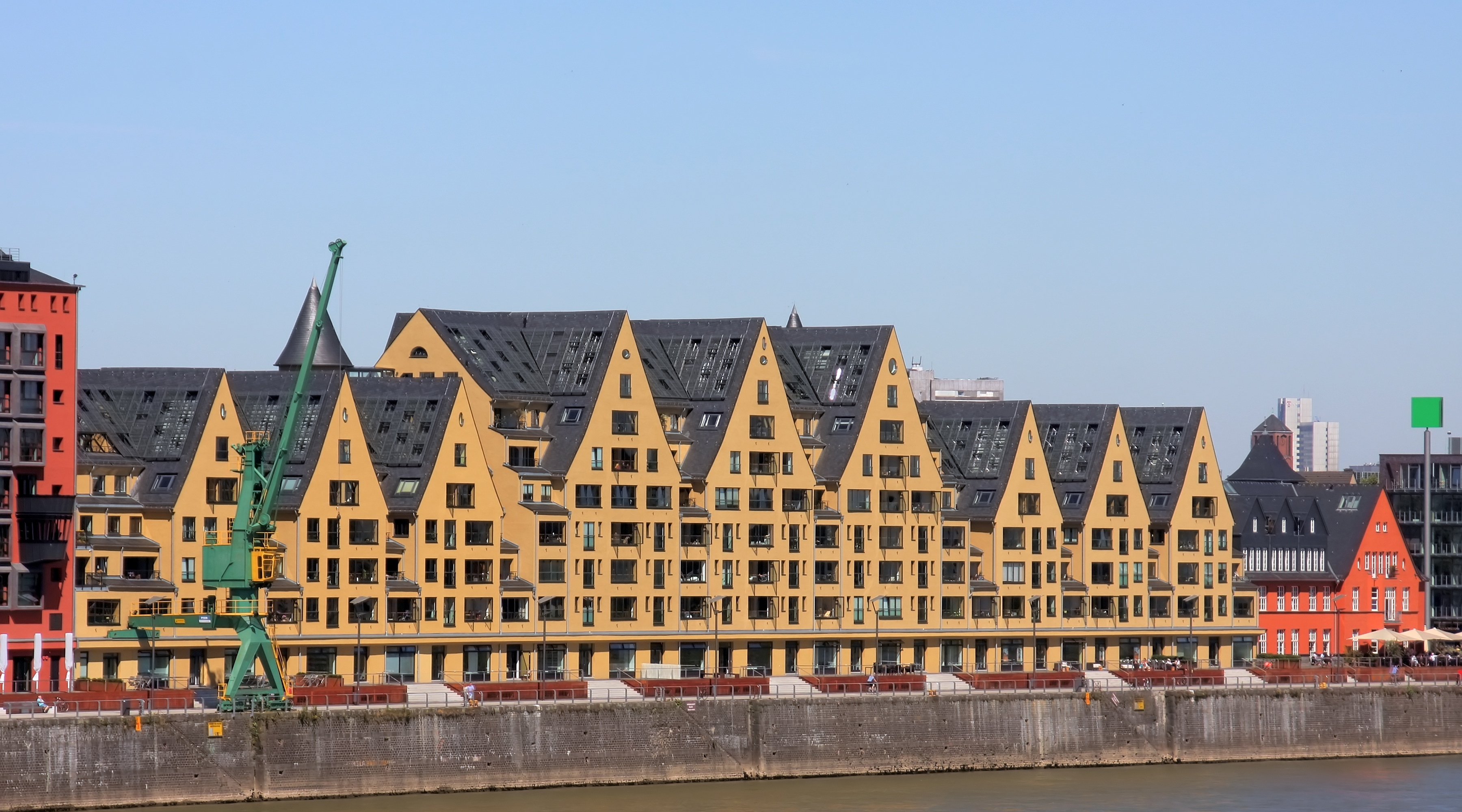
Speichergebäude „Siebengebirge“ im Kölner Rheinauhafen, 1909/1910

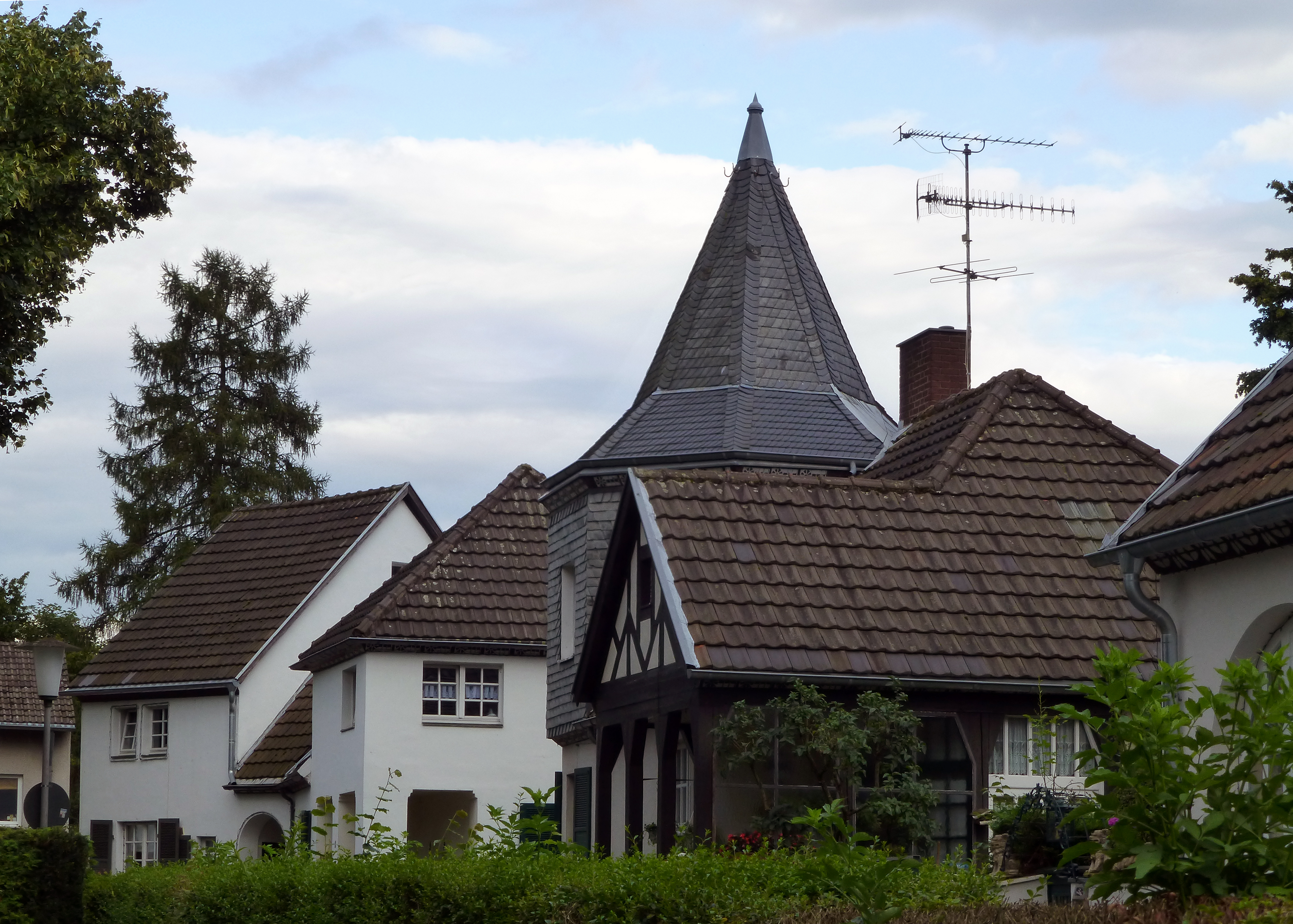
„Jakob Pallenbergs Arbeiterheim“, 1906

Als Sohn des Lehrers am Kölner Apostelgymnasium (1864–1876) und späteren Direktors des Lehrerseminars in Wittlich, Heinrich Hubert Verbeek und dessen Frau Anna Maria, geb. Weinreis, wuchs Hans Verbeek in Wittlich auf. In Trier besuchte er das humanistische Gymnasium. Er studierte Architektur an der Technischen Hochschule Aachen (bei Karl Henrici) und an der Technischen Hochschule Karlsruhe (bei Carl Schäfer). Im Jahr 1900 wurde er für seinen „Entwurf für eine Technische Hochschule in einer Provinzstadt“  mit dem Schinkelpreis ausgezeichnet. Nach dem Staatsexamen und der Ernennung zum Regierungsbaumeister des Hochbaufaches (1901) war er zunächst kurz im preußischen Staatsdienst tätig, wechselte 1902 jedoch ins Hochbauamt der Stadt Köln. Noch im selben Jahr wurde er Mitglied im in Köln ansässigen Architekten- und Ingenieur-Verein für Niederrhein und Westfalen.
1913 übernahm er die Leitung des Kölner Hochbauamtes von Friedrich Carl Heimann. In der Zeit bis 1925 entwarf er neben zahlreichen städtischen Gebäuden das als „Siebengebirge“ bekannt gewordene große Speichergebäude im Kölner Rheinauhafen, das Deutz-Kalker-Bad sowie – zusammen mit Balduin Schilling – das Ensemble des Jakob-Pallenberg-Arbeiterheims im heutigen Köln-Weidenpesch. Als ein wichtiges Werk gelten auch die Messebauten in Deutz. Von seinen Bauten sind viele im Zweiten Weltkrieg zerstört worden, eine Zusammenstellung von 1985 weist rund 20 Bauten insgesamt nach.
1925 bat Verbeek aus gesundheitlichen Gründen um seine Ablösung als Leiter des Hochbauamtes. Er wurde daraufhin auf die seit dem Tod von Friedrich Carl Heimann im Jahr 1921 unbesetzte Position des Stadtkonservators versetzt. Dort arbeitete er neben seinen Studien zu mittelalterlichen Bauformen vor allem am ersten Denkmälerverzeichnis Kölns, das außer alten Kirchen und öffentlichen Bauten auch erstmals eine Reihe von Wohnhäusern enthielt. Als erwähnenswert gilt außerdem das, mit seinem späteren Nachfolger Hans Vogts erarbeitete Konzept zur Sanierung des Martinsviertels in Köln, der „denkmalpflegerischen Erhaltung eines ganzen Quartiers“. Verbeek schied 1933 als Stadtkonservator als Baudirektor aus dem Amt.
Seit 1906 war Hans Verbeek mit Margareta Sibylla (1883–1962), geb. Zimmermann, verheiratet. Aus ihrer Ehe ging der Kunsthistoriker Albert Verbeek (1909–1984) hervor. Die Grabstätte der Eheleute befindet sich auf dem Kölner Melaten-Friedhof.

## Werk

### Bauten
- Mitarbeit beim Bau des Gefängnisses in Wittlich, 1901
- Wohnhaus des Stadtförsters und Waldschänke am Gremberger Wäldchen in Köln-Gremberg, nach 1902 (nicht erhalten)
- Jakob-Pallenberg-Arbeiterheim in Köln-Weidenpesch, mit Balduin Schilling, Planung 1905, Ausführung 1907–1912
- Gewerbe-Förderungs-Anstalt für die Rheinprovinz, Ubierring 40 in Köln, 1906/1907 (nicht erhalten)
- Ausbau der Friedhofskapelle auf dem Kölner Melaten-Friedhof, 1908 (nicht erhalten)
- Volksschule in der Humboldtkolonie in Köln-Humboldt/Gremberg, 1908/1910 (nach Kriegsbeschädigung wieder aufgebaut)
- Trauerhalle auf dem Melaten-Friedhof, 1909
- Fassade der Rheinfront der Heinrich Auer Mühlenwerke in Köln-Deutz, 1909 (nicht erhalten)
- Doppelhaus Greven-Verbeek, Mehlemer Straße 11/13 in Köln-Marienburg
- Fassade der Rheinfront der Mühle Ferdinand Leysieffer & Lietzmann in Köln-Deutz, 1909/1910 (nicht erhalten)
- Hafenspeicher Rheinhalle 22, im Volksmund „Siebengebirge“, am Agrippinaufer in Köln-Neustadt-Süd, 1909/1910
- Sporthaus oberhalb der Südbrücke in Köln-Poll, 1910 (nicht erhalten)
- Straßenplanung Im Dau, Köln-Altstadt-Süd, 1910
- Verwaltungsgebäude und Schule Im Dau, Köln-Altstadt-Süd
- Renovierung der Kirche Im Dau, Köln-Altstadt-Süd, 1910/1911 (nicht erhalten)
- Feuerwache Köln-Deutz, 1911 (nach massiven Kriegsschäden verändert wieder aufgebaut; 2022 abgerissen)
- Höhere Knabenschule am Gotenring, Köln-Deutz, 1912/1913 (nicht erhalten)
- Halle der Sonderbund-Ausstellung am Aachener Tor, Köln-Neustadt-Süd, 1912 (nicht erhalten)
- Volksschule am Gotenring, Köln-Deutz, 1913/1914 (nicht erhalten)
- Volksschule, später Hauptschule in Köln-Humboldt/Gremberg, 1913/1916 (nach Kriegsbeschädigung wieder aufgebaut)
- Dachaufbauten des Zollgebäudes II im Rheinauhafen, vor 1914 (nicht erhalten)
- Kaiser-Wilhelm-Bad (später: Deutz-Kalker Bad, heute Hotel), Köln-Deutz, 1913/1914 (Fassade verändert)
- Volksbücherei der Stiftung Vorster in Köln-Deutz am ehemaligen Deutz-Kalker-Bad, 1913/1914 (nach erheblichen Kriegsschäden außen verändert; heute Teil des Hotels)
- Bauten der Kölner Messe in Köln-Deutz, 1922–1924 mit Hans Pieper (nicht erhalten)

(Quelle:)

### Schriften
- Die Hochbautätigkeit in der Alt- und Neustadt von 1888 bis 1918. In: Köln. Bauliche Entwicklung 1888–1927. Deutscher Architektur- und Industrie-Verlag DARI, Berlin 1927 (Reprint: Köln 1987, ISBN 3-88375-965-4, S. 21–50)
- Die sonstige Denkmalpflege seit 1888. In: Köln. Bauliche Entwicklung 1888–1927. Deutscher Architektur- und Industrieverlag DARI, Berlin 1927 (Reprint: Köln 1987, ISBN 3-88375-965-4, S. 191–207)